# 日本拉面

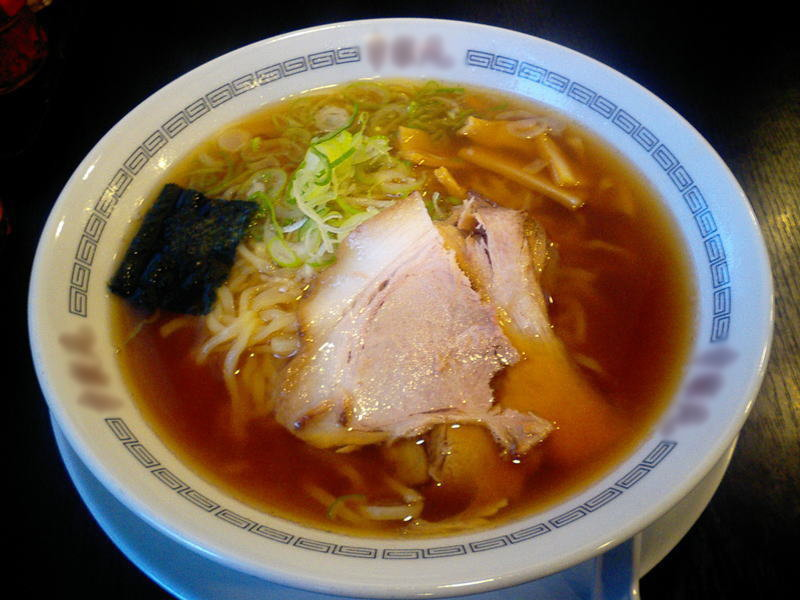
日本拉麵（醬油拉麵）

拉麵（日语：／ rāmen，發音：[ɾaꜜːmeɴ] ⓘ），在日本中华料理中出現的麵條食物種類之一。日本拉麵在日本其他常见名称包括中華蕎麥麵（中華そば）等 。
在明治時期與大正時期，又有南京蕎麥麵（南京そば）、支那蕎麥麵（支那そば）、清國蕎麥麵或清蕎麥麵等稱呼，這些稱呼在第二次世界大戰結束後，已非常少見，日本現在都稱拉麺或者是中華蕎麥麵。在大中華地區又稱為日本拉麵或日式拉麵，用以跟中式拉麵作區分。
現在的日本拉麵，源自中國廣東的廣東湯麵，以前日本民間的主要流行麵食是日本本土的蕎麥麵，因為日本沒產小麥只有產蕎麥。直到明治時期中國廣東廚師來到橫濱、神戶、長崎等日本的港口引進家鄉的麵食，拉麵在日本才開始發展萌芽。之後完成日本獨自進化的拉麵，便在全國各處遍地開花。
而日本拉麵的麵條又稱中華麵，源自中國陝西、山西的搷條麵。搷條麵又稱拉麵或抻麵為鹼水麵條。鹼水用來讓麵條更加彈牙，並產生鹼水麵條特有的香氣，麵條也會呈現黃色。
中國拉麵麵條製法大多用手拉伸以強化麩質組織構造，進而創造勁道十足的麵條。日本拉麵麵條製法是使用「製麵機」製造而成，以兩條滾輪向內側旋轉，然後將已加水揉製的帶狀麵團放入其中。帶狀麵團在經過數次的滾輪整平後，用於取代用手拉伸，再用切刀切成麵條。拉麵麵條並不只用在日本拉麵，另一個日本麵食湯麵也使用拉麵麵條。

## 历史

### 古代中華麵食在日本
日本拉麵前身中華麵的麵條源自中國清朝陝西、山西的搷條麵，搷條麵又稱拉麵或坤麵。清朝宣統時期薛寶辰（陝西長安人）所著《素食說略》中亦載有當時流行於陝西、山西的“搷條麵：其以水和麵，入鹽、鹼、清油揉勻，覆以濕布，俟其融合，扯為細條煮之，名為‘搷條麵’”。搷條麵為鹼水麵，中國在明代時使用了鹹水湖的湖水製麵。
日本拉麵的歷史最早出現於室町時代長享2年(1488年)，京都的僧侶日記《蔭涼軒日錄》有記載，日記作者參考中國書籍元代《居家必要事類》中的菜譜制作“經帶麵”，來款待客人。
《居家必要事類》裡明確記載“經帶麵”的做法為“材料是小麥粉與鹼水”，因此被認定為“日本拉麵的最早紀錄”。書中也記載道“湯汁任意”，僧侶制作的經帶麵究竟使用的是什麼湯汁及配菜是個謎。日本新橫濱麵博物館的負責人推測，根據室町時代的飲食文化，可能是拌著香菇、海帶、梅子的湯汁來吃的。
江戶時代元祿10年(1697年)水戶藩的僧侶寫的“日乘上人日記”。其中記載水戶黃門(德川光圀)根據明朝儒學家朱舜水傳授的拉麵做法，自己制作並分給家臣。

### 近代的拉麵
現今的日本拉麵卻是在進入明治時代（西元 1868 年至 1912 年後）傳至日本。日本拉麵文化才開始萌芽，之後完成日本獨自進化的拉麵便在全國各處遍地開花。

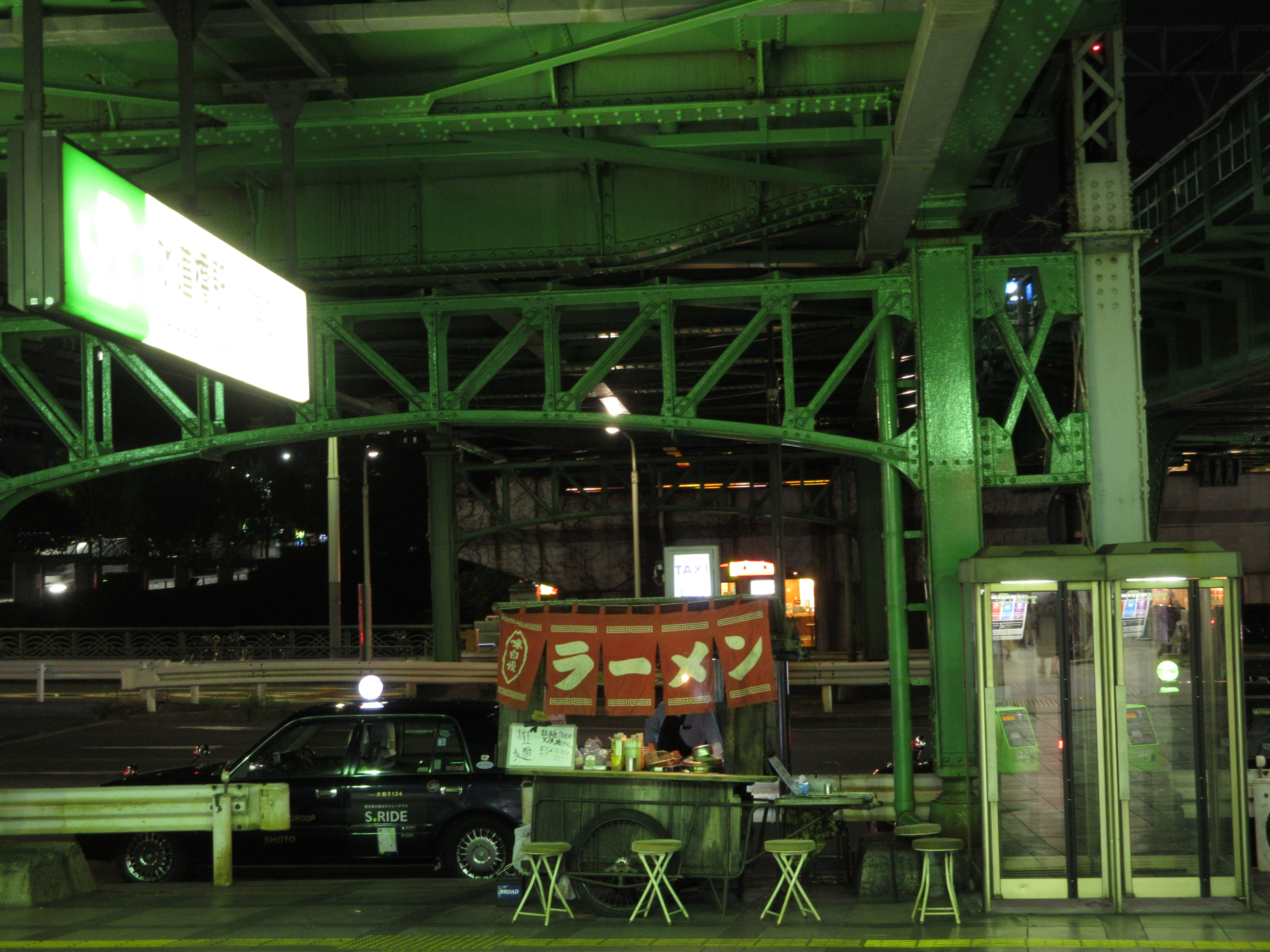
日本的路边拉面摊

日本拉麵的起源有三種說法：據日本學者小管桂子考據，最早出現於日本江戶時代。相傳水户藩藩主德川光圀時，由明朝遗臣朱舜水帶來的中國廣東廚師，在日本烏龍麵高湯中加入大蒜、薑等五辛香料，之後日本出現了被稱為支那麵的料理。但在德川光圀之後，這種麵食並沒有盛行，因此很難確定現有的拉麵與江戶時期的支那麵之間的關連。
另一個說法，在黑船來航事件後，日本向世界各國開放通商，遷居至橫濱、神戶、長崎等港口的中國商人將廣東湯麵帶入日本，成為日本中國餐館中的一個菜色。當時這種料理被稱之為南京麵，主要的消費族群為居住在日本的中國人。1884年在函館的「洋和軒」餐館傳單中，印有這道料理的名稱，是現存最早的文字記錄。當時的南京麵，主要是在雞湯中，加入手製麵條與青蔥，料理方法與現今所知的拉麵不完全相同。在1890年代後，在日本各地都出現稱為南京麵或支那麵的中華料理。近年来，由于对疯牛病的恐惧，日本人对和拉麵的顾客層相同之另一快餐食品「牛丼」的消费明显下降，拉麵成了上班族的第一午餐选择。
第三種說法，日本商人尾崎貫一於1910年在東京淺草區開設中式餐館「來來軒」，雇用了來自橫濱南京町（今橫濱中華街）的中國廚師，改良了橫濱的南京麵製法，成為現今拉麵的開端。來來軒販賣的麵食，稱為支那麵，在湯底加入醬油，配料中有日式叉燒、鳴門卷（一種魚板）、海苔與燙菠菜，之後又加入筍乾，與現今的東京拉麵幾乎相同。

## 辭源
1922年，日本商人大久昌治，雇用了中國廚師王文彩，在札幌開設「竹家和食店」，供應中華料理給當地學生與鐵路工人，其中包括支那麵這道料理。因為目睹顧客用歧視語氣點餐，大久昌治的妻子將菜單上的「支那麵」，改成廚師間使用的名稱「拉麵」，希望杜絕這種風氣。隨著這個用語的流傳，札幌成為日本第一個普遍使用「拉麵」這個名稱的城市。
第二次世界大战之后，来自美国的廉價麵粉和从中国战场回来的士兵使得中国风味的麵條大行其道。同时日本政府官方禁止使用一切关于“支那”的词汇，故民間習慣稱呼改為。是日本使用蕎麥製作的蕎麥麵條。日语以中国風或是中國都市命名食品乃强调其为中国产，而非特指其来自南京。一说当时许多华人到日本留学，但求学为求经济常租屋住一起食住，甚至留学生会揉麵糰再拉麵条线，久而久之，日人漸漸称之为拉麵。
日语外來語片假名“ rāmen”的名称来自汉语的“拉麵”发音，所以日语也可以直接借用汉字写做，但幾乎沒有此用法。日文汉字写法另有、，也是比较少见。其實日式拉麵的做法跟手拉、老不老都沒有什麼關係，可能为日语借音汉字，或是片假名ramen借音反写汉字造成。就其源頭，在明治时代早期，拉面是横滨中华街常见的食品。1900年代，来自上海和广东的中国人在日本卖切麵，配以简单的汤底和配料。在昭和年间，拉麵在日本開始流行。那时拉麵主要還被叫做或。
拉麵一詞還有指稱泡麵的用法。1910年出生于大日本帝國台灣嘉義廳的安藤百福，在1958年发明的方便面叫“拉面”，创立日清食品公司。拉麵成为流行的方便食品。由此“拉麵”这个词的使用也超过了其他的名称的使用。1980年代，日本拉面成了日本饮食文化的代表之一，日本各地都有人研发出别具地方风味的拉麵。而全球第一間取得米芝蓮一星的拉麵店「蔦」亦創新地以松露醬搭配拉麵，把別具特色的拉麵帶給世界。

## 拉麵的製作

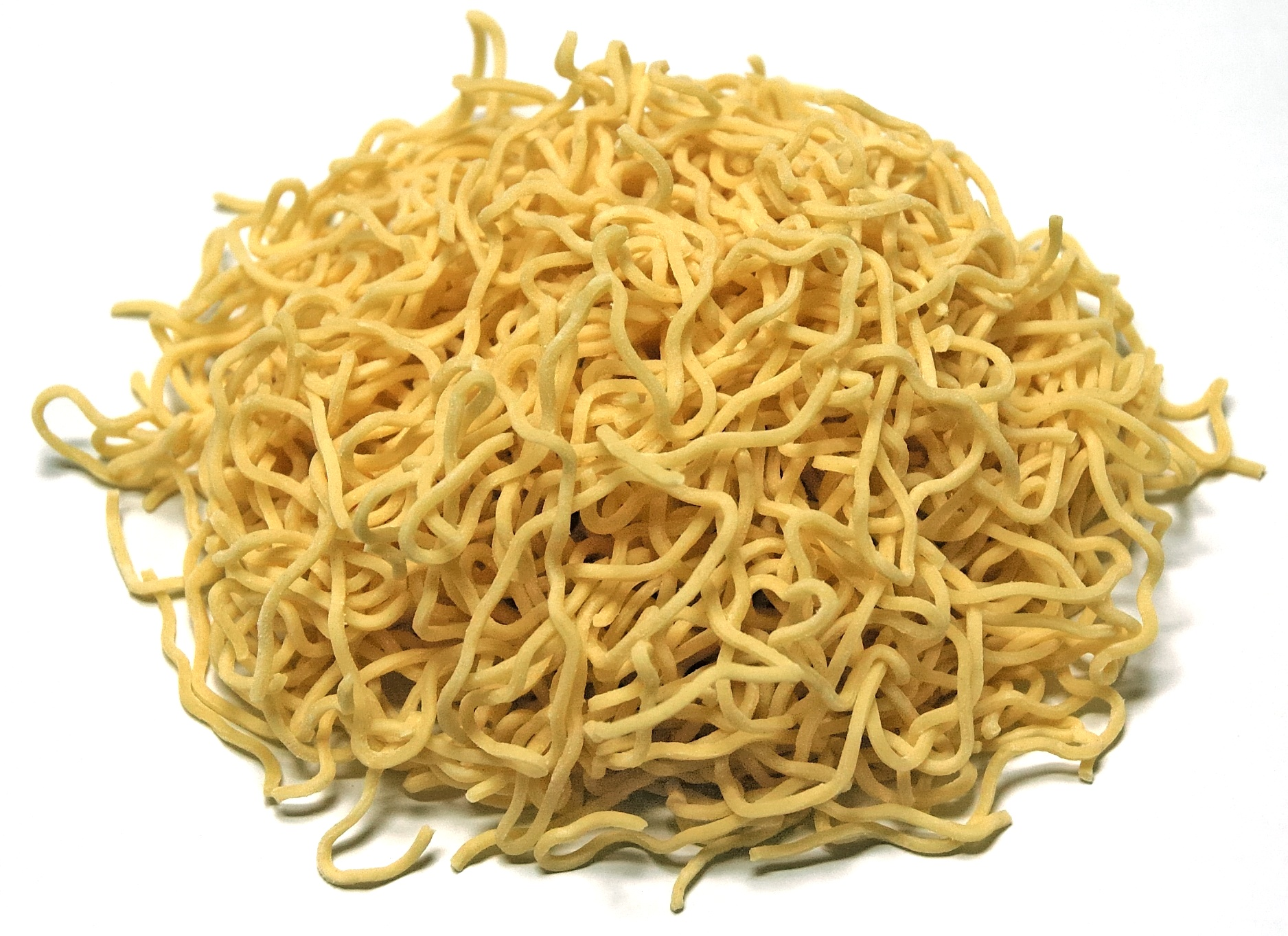
新鲜未煮的拉面面条

早期最普遍的拉麵是加上日式叉燒、筍子的醬油口味，但現在拉麵的口味也越來越多樣化。
將使用手工或機械製作的麵條煮好，加上利用豬骨（豚骨）或雞肉、蔬菜、小魚乾等熬煮的湯頭，大多都會再搭配日式叉燒、筍子、蔥花等配料。
大部分的麵條都是使用麵粉（小麥粉、強力粉）、水、鹽，以及「鹼水」（かんすい，又被音譯為「甘素」）為原料，顏色大多是黃色。鹼水是指碳酸钾和碳酸钠的混合物（有時也會加入磷酸）。這是由於曾有人使用內蒙古的湖水來製作麵條，結果發現麵條變得更加好吃，因此研究了湖水的成份之後，發展出了這樣的配方。鹼水是屬於碱性，會讓麵粉中的穀蛋白黏膠質產生性質變化，讓麵條具有光澤感和增加彈性，也會讓麵粉中的黃酮類變成黃色，讓麵條具有獨特的顏色。
日本戰後有一段時期，出現了許多品質惡劣的「鹼水」，並且對健康可能會有不良的影響。現在日本農林規格（JAS）制定了成份的規定，鹼水已經不再有安全性的問題了。此外，也有因為不喜歡鹼水那種獨特的味道，而改用雞蛋取代的做法。水含量（加水率）較高的麵條較柔軟，耐浸泡；水含量低的麵條比较有劲，能够更多地吸收汤的味道，但容易泡烂。一般麵條中水的比例大約為20%到40%。
麵條在各地粗细有所不同，但通常一家店只使用一種麵。拉麵店可以自己製作麵條，也可以专门的麵廠订做。订做时可以指定原料比例、制作方法、晾晒时间等等，以保持拉麵店自己的特点。

## 湯底

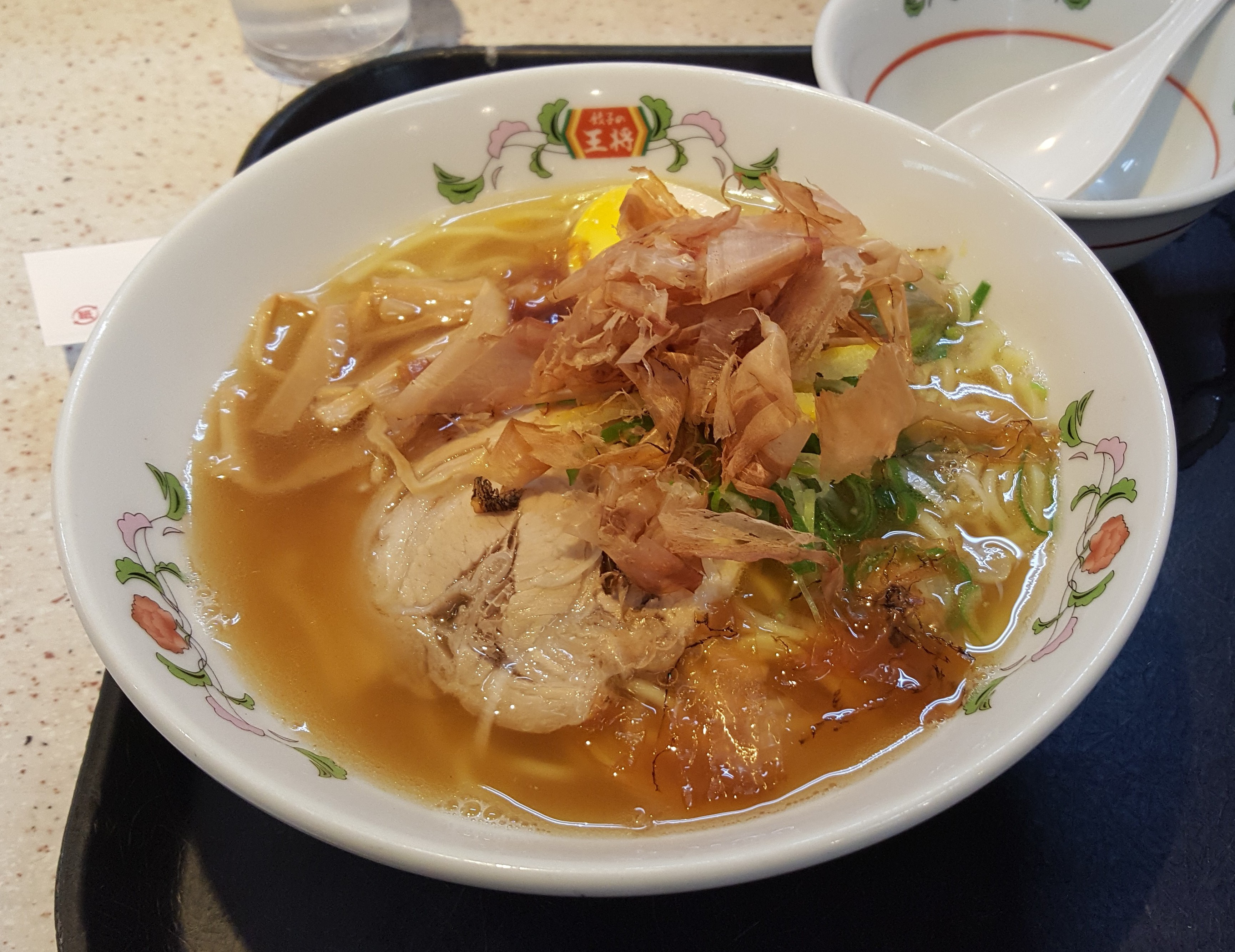
酱油拉麵

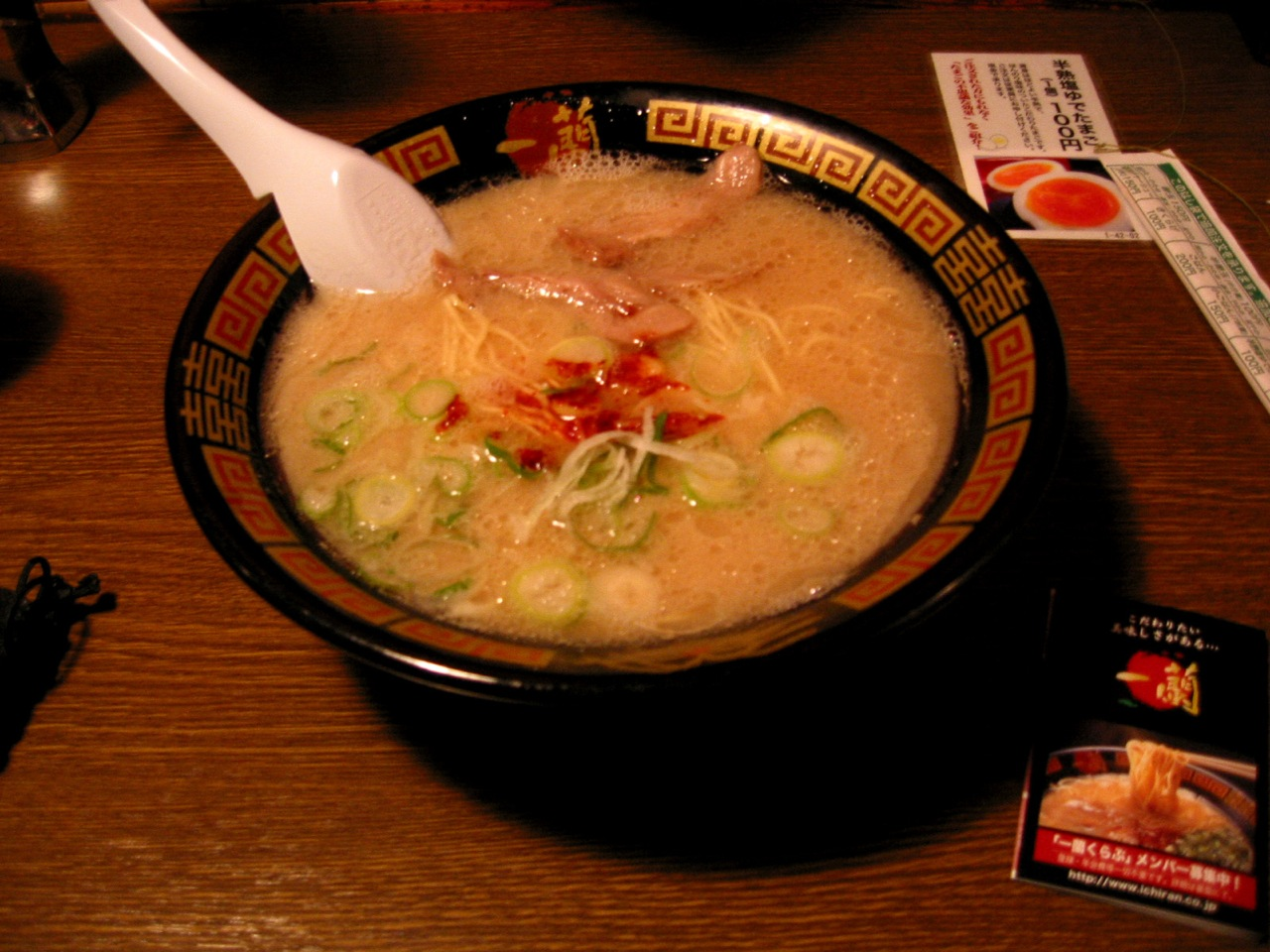
豚骨味拉麵

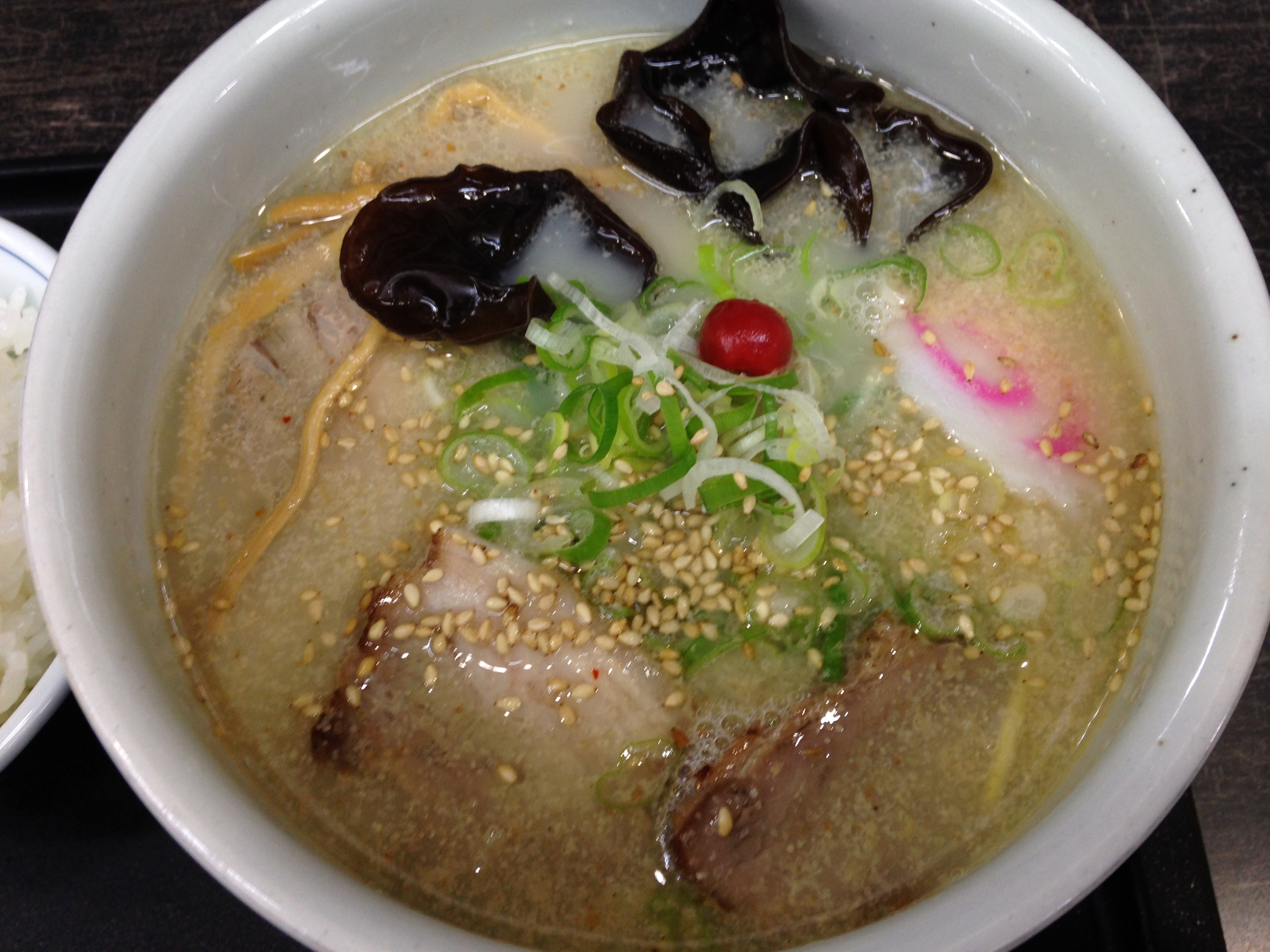
鹽味拉麵

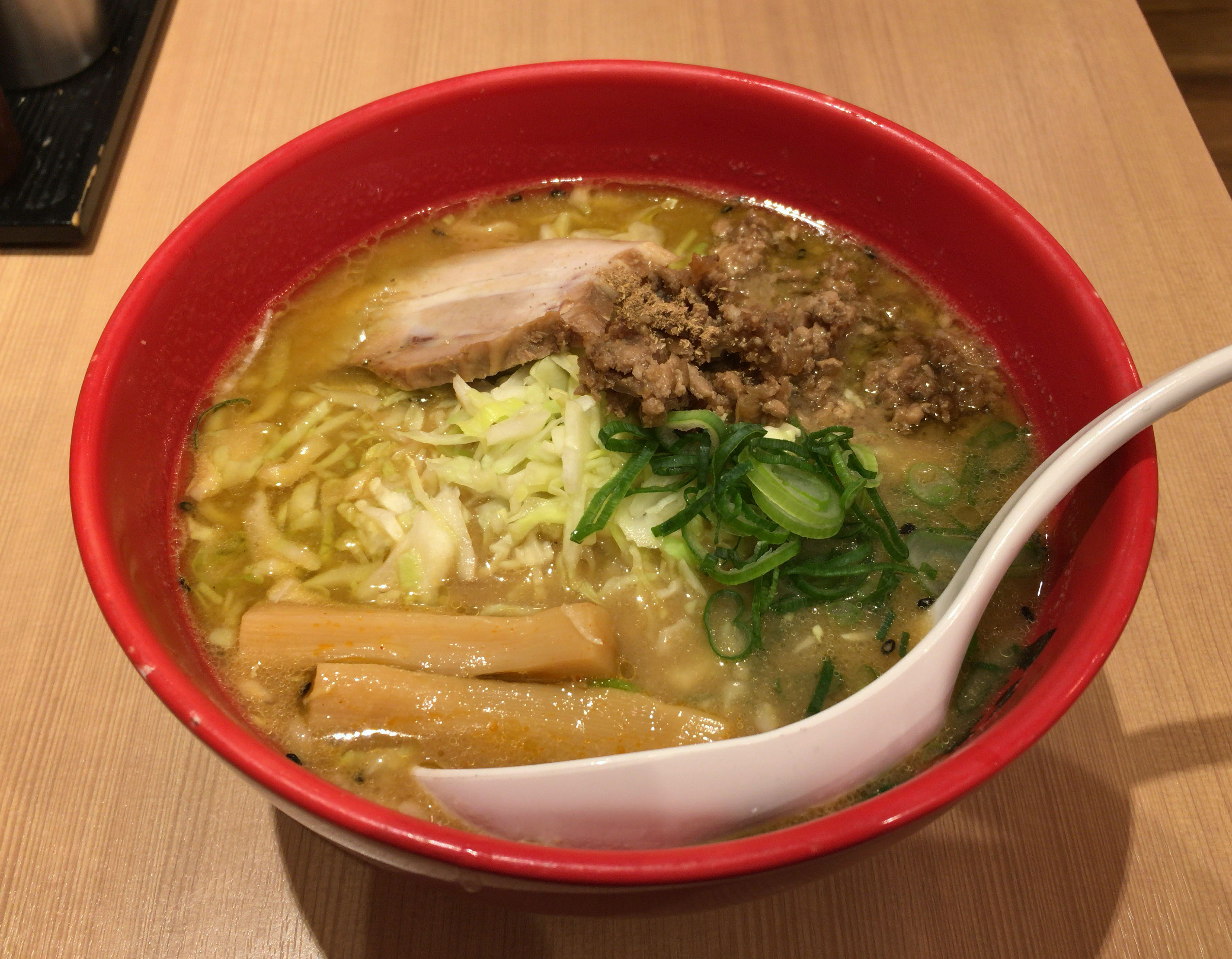
味噌風味拉麵

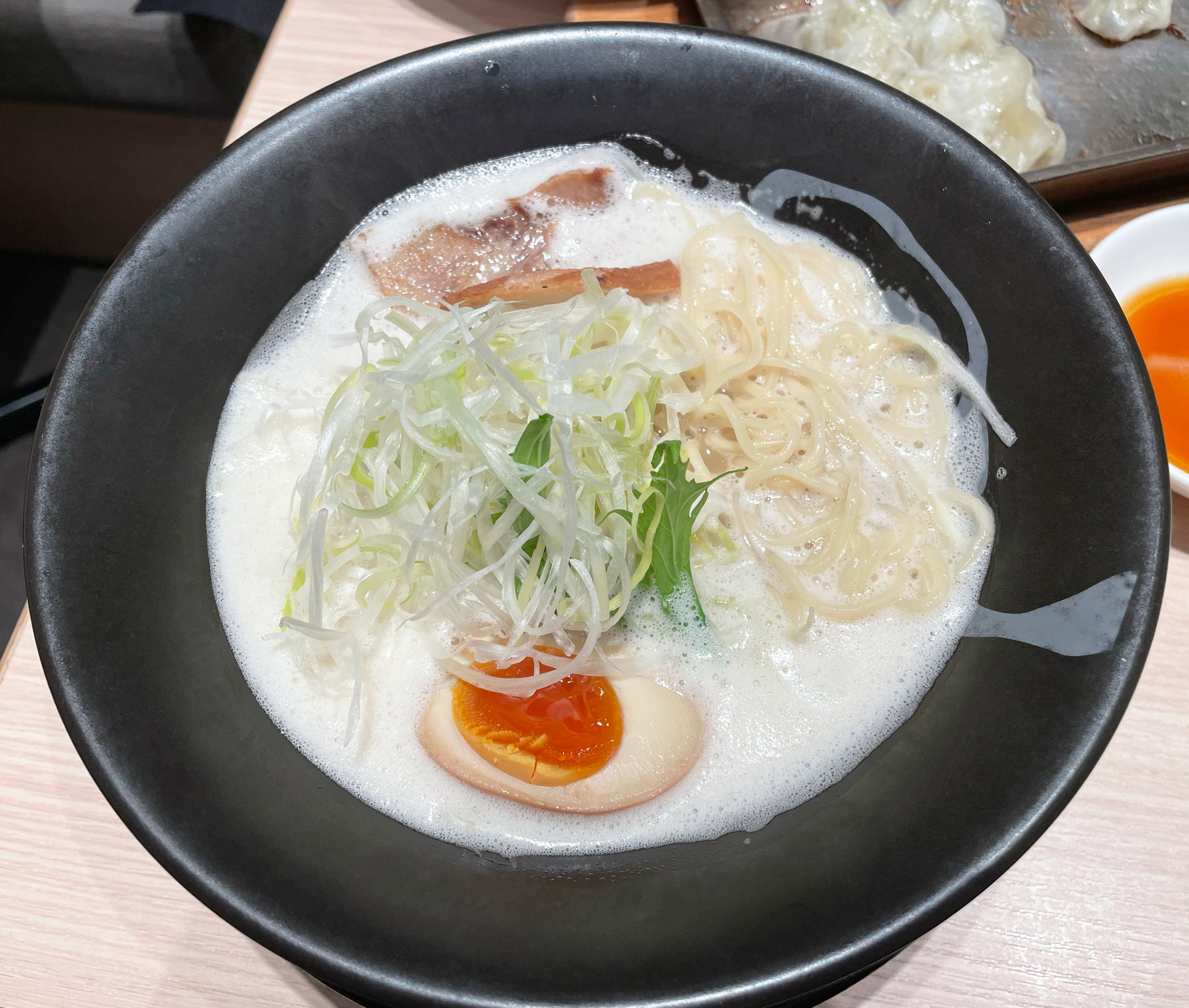
白湯拉麵

拉麵的湯底大多有基本的調味材料，再添加不同的額外材料，成為各式各樣的湯頭。此外使用各地區不同的食材，也產生當地獨特的口味，使拉麵成為深入日本各地的普遍食物。
汤底的常见原料包括：鸡肉、猪骨、牛骨、柴鱼乾（鰹節）、青花魚乾、小鱼乾、海带、炒黄豆、香菇、洋葱、葱等等。拉麵湯通常需要连续炖煮数小时甚至数天。有些拉麵店使用或混用成桶买进的商业拉麵湯，这种做法方便且可以降低成本，但专门的拉麵饕客可以吃出其中的区别。
湯底的口味一般來說可分為醬油味、豚骨（豬骨）味、鹽味、味噌味。
此外，也有像擔擔麵一般使用唐辛子（辣椒）的辣味和芝麻口味的湯底、類似生馬麵（日本一種地方麵食）的醋味湯底，以及歐式風味的番茄湯底，甚至也有咖哩口味。
亦有不同味道的演變，例如魚介味，主要用作混搭雞、豚湯底，配以昆布能更有效帶出鮮味。由於穆斯林等因宗教信仰而不能食用含有豬肉的任何食品，因此也有店家開發完全不使用豚骨湯底及豬肉的拉麵。

### 醬油味
本州最主流的风味，使用日本酱油、鸡肉和蔬菜。可隨個人喜好加入辣油和胡椒。

### 豚骨味
最早發源自九州，使用猪骨长期熬炖出白色的浓汤。也可加酱油成为「豚骨醬油味」。

### 鹽味
麵湯清澈，源於大正时期的北海道函馆，因此又稱為「函館拉麵」。和其他风味相比，更能突出湯底材料本身的味道。

### 味噌味
使用雞肉或豬肉熬製湯底，再以日本传统的味噌调味。

## 其他元素
除了麵條和湯底，拉麵的其他重要元素包括麵碼、酱料、香油。
通常是把湯底放在碗中，加以特制的酱料，再把煮好的麵放进汤中端给食用者。面上通常會放上的配料包括：日式叉燒肉、海苔、豆芽、白菜、鸡蛋、蒜末、笋、鱼板、玉米粒、雪菜、馬鈴薯、燉肉、酸梅等等。最后可以再加一些香油或者香辛料。

## 日本各地方口味的拉麵
日本的“三大拉麵”為：北海道札幌拉麵、福冈博多拉麵和福岛喜多方拉麵。此外，東京拉麵、和歌山拉麵、熊本拉麵、長崎拉麵等也都很有名。

### 北海道

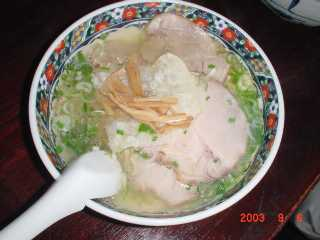
函館拉麵

- 釧路拉麵（釧路市）：湯底主要使用柴魚，再加上昆布（海带）、小魚乾等魚類、豬骨、雞肉等，是屬於醬油風味的拉麵。味道十分清新，不會產生後勁。麵條原料中水的比例較高，是捲曲的極細麵條。

- 北見拉麵（北見市）：主要使用洋蔥熬煮的醬油湯底。

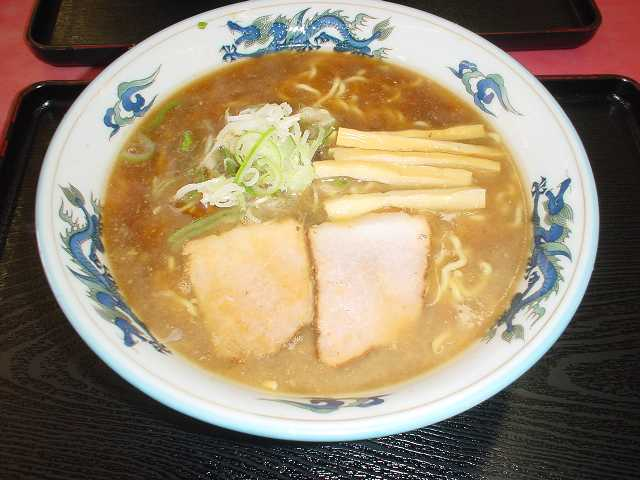
旭川拉麵

- 旭川拉麵（旭川市）：

使用魚類和豬骨、雞肉等熬製的醬油風味。因為發源自寒冷的地區，因此為了避免熱度快速流失，添加了豬油。口味較為清淡。
麵條為水含量較低的捲曲細麵，很容易將湯汁附著於麵上。
雖然以醬油口味為主流進行宣傳，但也有很受歡迎的味噌口味，因此旭川拉麵等于醬油拉麵的這個認知是錯誤的。和札幌的味噌口味不同，旭川的味噌湯底是強調味噌獨特的甜味。
在附近的上川町也有所謂的「上川拉麵」，但基本上和旭川拉麵類似。
- 札幌拉麵（札幌市）：

最早起源的是鹽味拉麵，但後來卻是味噌口味成為代表。是日本各地風味拉麵中最早獲得全國性知名度的口味。
為了增加味噌湯底的濃郁口感，加入了大量的豬油和蒜。湯底中還加入了炒過的蔬菜，將這些蔬菜與味噌一起融化之後還可以澆在白飯上，成為口味獨特的「味噌丼飯」。
麵條的含水量很高。除了味噌口味之外，也有許多店家提供醬油口味和鹽味的拉麵，但比起其他地方較鹹和較辣。
- 函館拉麵（函館市）：

以鹽味的湯底為主流，是在日本其他地區都沒有類似的當地風味。
用小火熬煮出淡淡的豬骨湯底，再加上鹽來調味，口味相當清淡。
麵條是在拉麵中少見的「直條麵」。也有加上乾酪粉的吃法。

### 東北
- 津輕拉麵（弘前市）
- 仙台拉麵（仙台市）
- 冷拉麵（山形市）
- 酒田拉麵（酒田市）
- 米澤拉麵（米澤市）
- 白河拉麵（白河市）
- 喜多方拉麵（喜多方市）

### 關東
- 東京拉麵（東京都區部）
- 生馬麵（橫濱市）
- 家系拉麵（橫濱市）：濃厚的豬骨醬油湯底，也加入了雞油。

- 油拉麵（武藏野市）
- 豚骨醬油拉麵（東京都區部）
- 八王子拉麵（八王子市）
- 竹岡拉麵（富津市）
- 佐野拉麵（佐野市）
- 藤岡拉麵（藤岡市）
- 體力拉麵（日语：スタミナラーメン）（水户市）醬油風味拉麵，當地店家還會以勾芡調味。
- 體力拉麵（日语：スタミナラーメン）（埼玉縣）：加入豆瓣醬的醬油風味拉麵。

### 北信越
- 燕三條系拉麵（燕市、三條市）：

在湯底中加入豬背脊脂肪始祖。主要發源於燕市，流傳到鄰近的三條市。
麵條極粗。以小魚干為主，在加上柴魚、青花魚等魚類熬煮的湯底。最後再加上大量的豬背脊脂肪和洋蔥切片。
- 新潟清淡系拉麵（新潟市）
- 新潟濃厚味噌拉麵（新潟市）
- 長岡系拉麵（長岡市）
- 富山黑拉麵（富山市）

### 東海
- 高山拉麵（高山市）
- 台灣拉麵（名古屋市）
- 越共拉麵（一宮市）

### 近畿（京都附近）

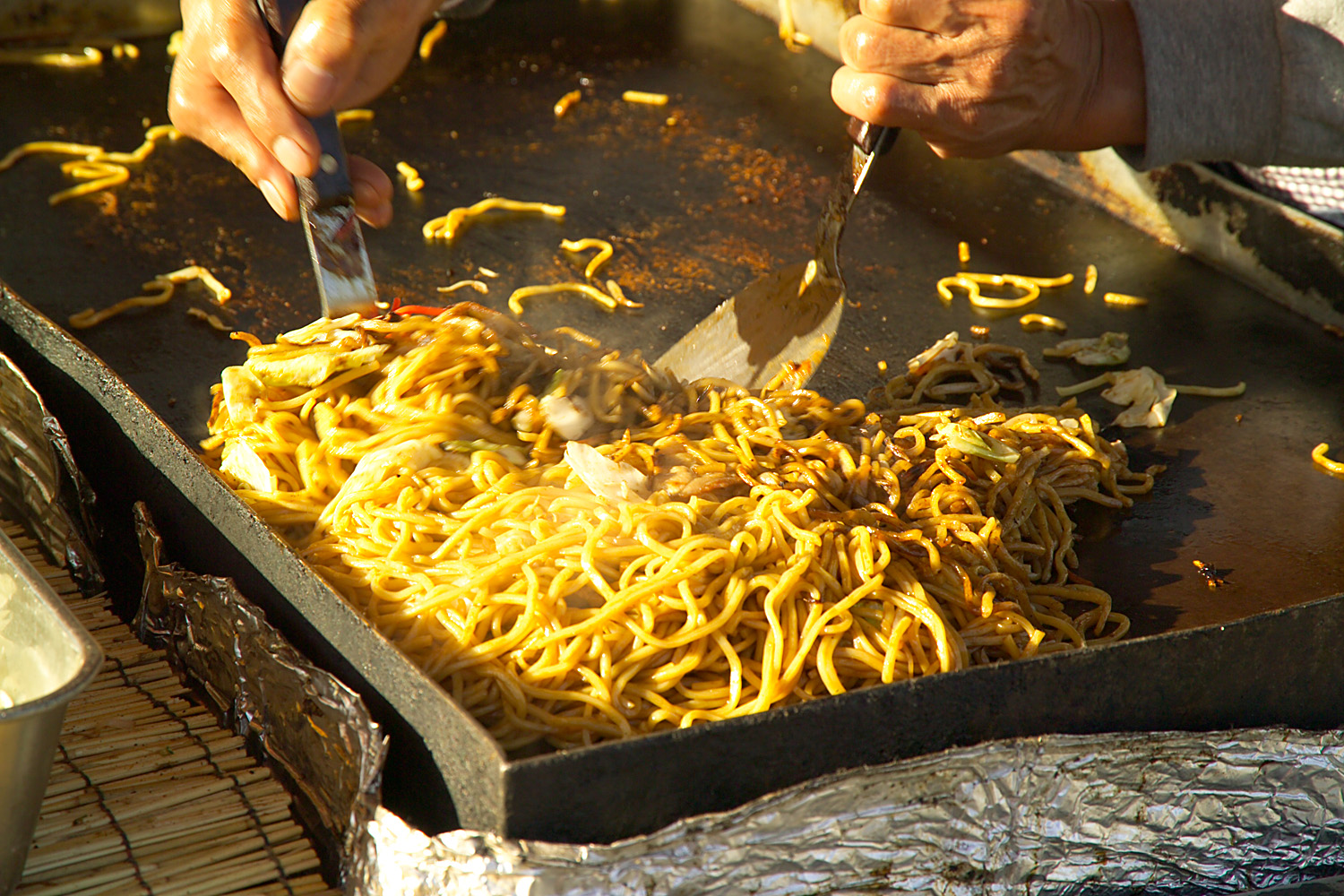
炒拉麵

- 京都拉面（京都市）
- 神户拉麵（神户市）
- 天理拉麵（天理市）
- 和歌山拉麵（和歌山市）
- 播州拉麵（西脇市）

### 中四國
- 岡山拉麵（岡山市）
- 笠岡拉麵（笠岡市）
- 福山拉麵（福山市）
- 尾道拉麵（尾道市）
- 廣島拉麵（廣島市）
- 德島拉麵（徳島市）
- 鍋燒拉麵（須崎市）

### 九州
- 博多拉麵（福岡市）
- 長濱拉麵（福岡市）

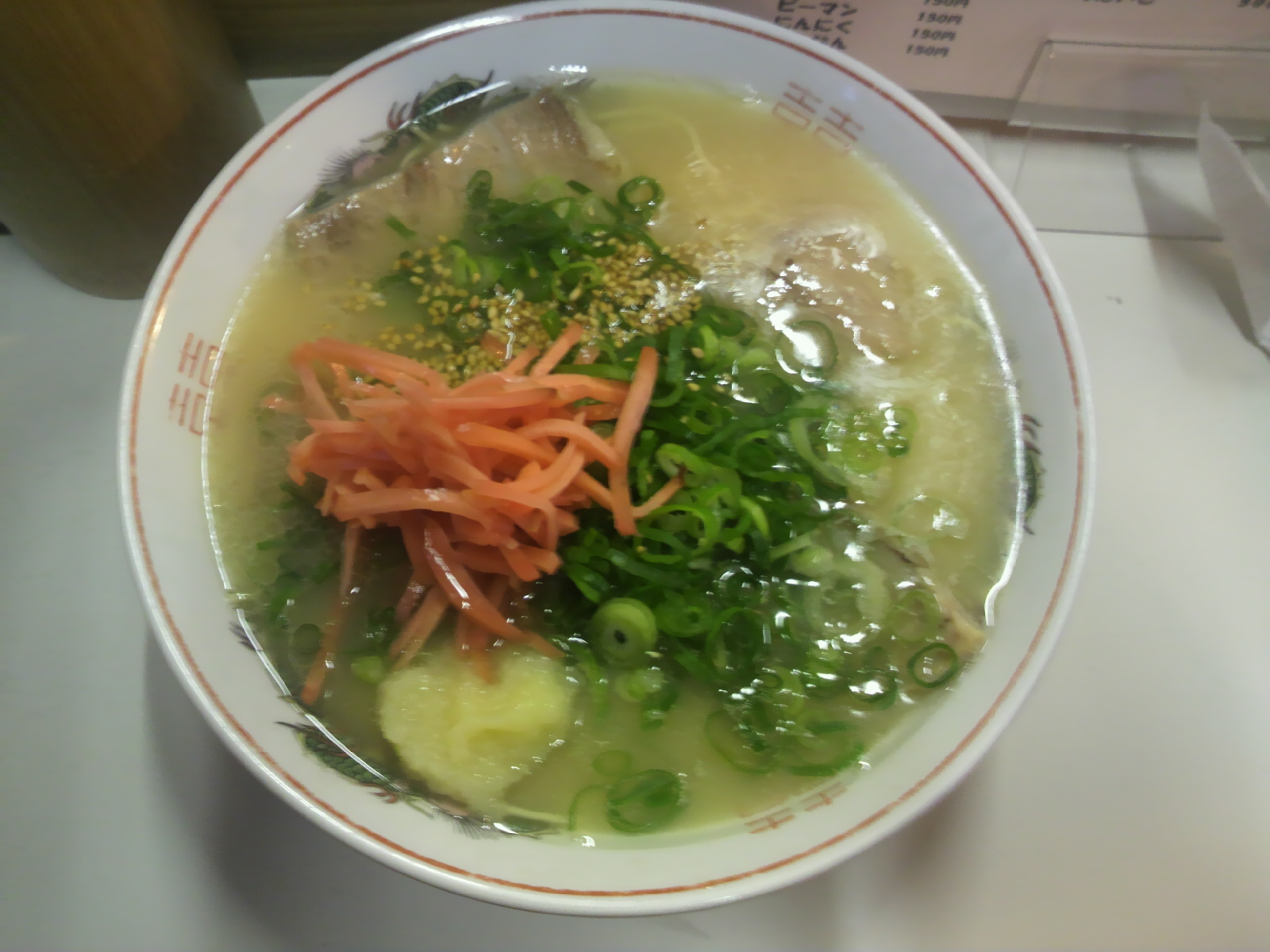
博多拉麵

- 久留米拉麵（久留米市）：豚骨（豬骨）拉麵的發源地。使用極細的直條麵，再加上比博多拉麵更多的豬油，湯底大都相當濃郁。佐料有生紅薑、白芝麻、蒜等。

- 熊本拉麵（熊本市）
- 宮崎拉麵（宮崎市）
- 鹿兒島拉麵（鹿兒島市）

## 食用

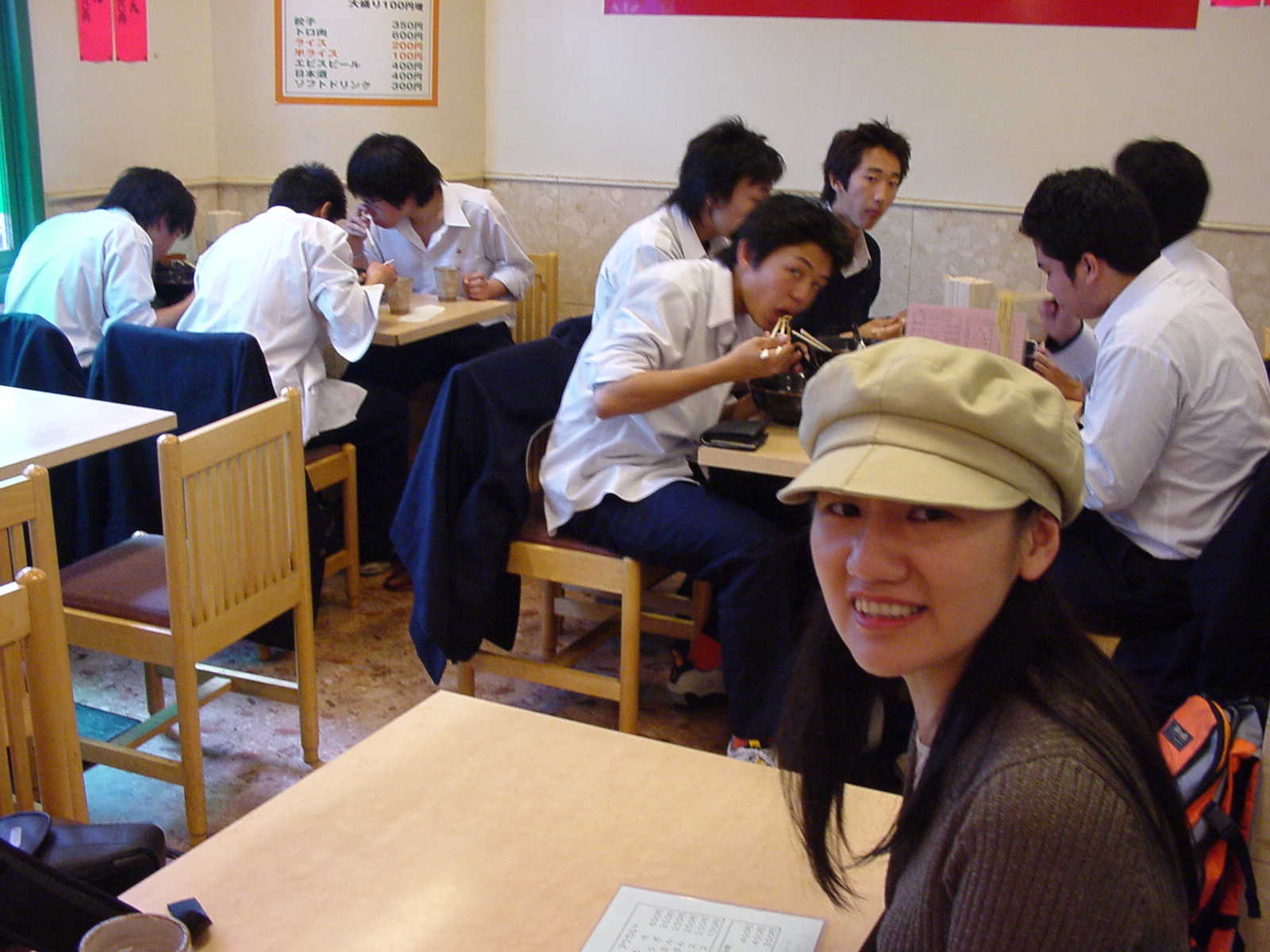
拉面屋食客

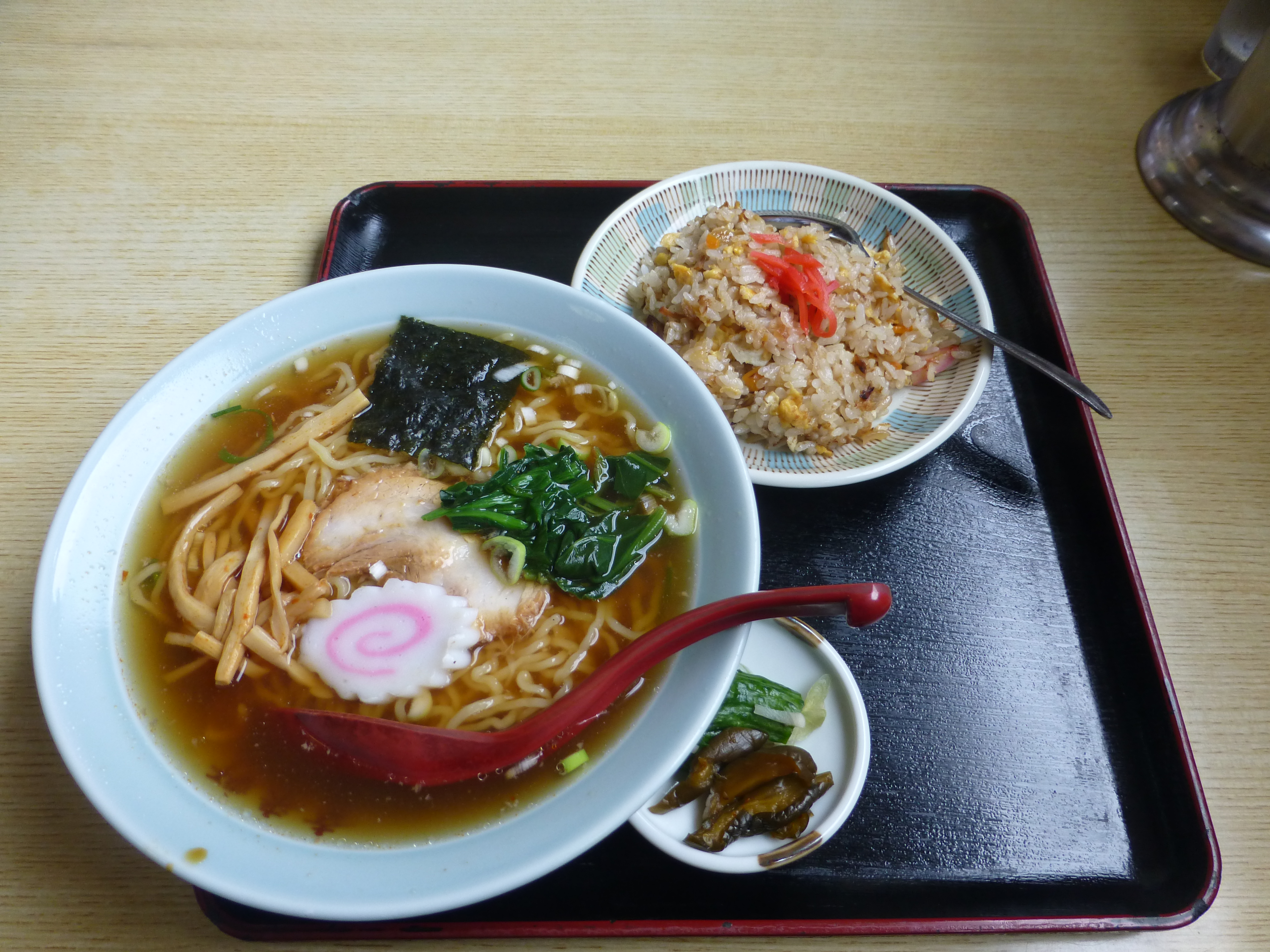
醬油風味拉麵和半份炒飯套餐

在日本，经营拉面的有流动拉面摊、专门的“拉面屋”（日语： rāmen-ya，通常门面较小，可以坐十几个人）、和一些普通饭馆。
食用拉面需趁热吃，在日本吃面时发出大声的吸麵声也不会有人认为吃相不雅。
在日本，有一些只賣拉麵的拉麵專門店價格會比較高，但是一碗拉面通常是卖几百日元。中華餐館式的拉面店，通常兼賣炒飯和锅贴，二、三百日元一份几只锅贴，也有一些店是做成類似套餐的形式。一碗拉面不够的顾客可以花一、二百日元增加面条的量（汤和配料不变）。
拉面的经营者通常会提供一些免费的朝鲜泡菜、胡椒等香辛料、蒜酥等，供食客调味。

## 即食麵
在美国2006年，十几美分就可以买到一包最便宜的即食麵。常见的品牌有东洋水产出品的Maruchan，札幌一番（Sapporo Ichiban）和日清（Nissin）。
在墨西哥等国家，一些迎合当地口味的即食麵大受当地人的欢迎。
有不少西方人认为即食麵是日本人在20世纪对人类做出的最重要的发明之一。

## 其他

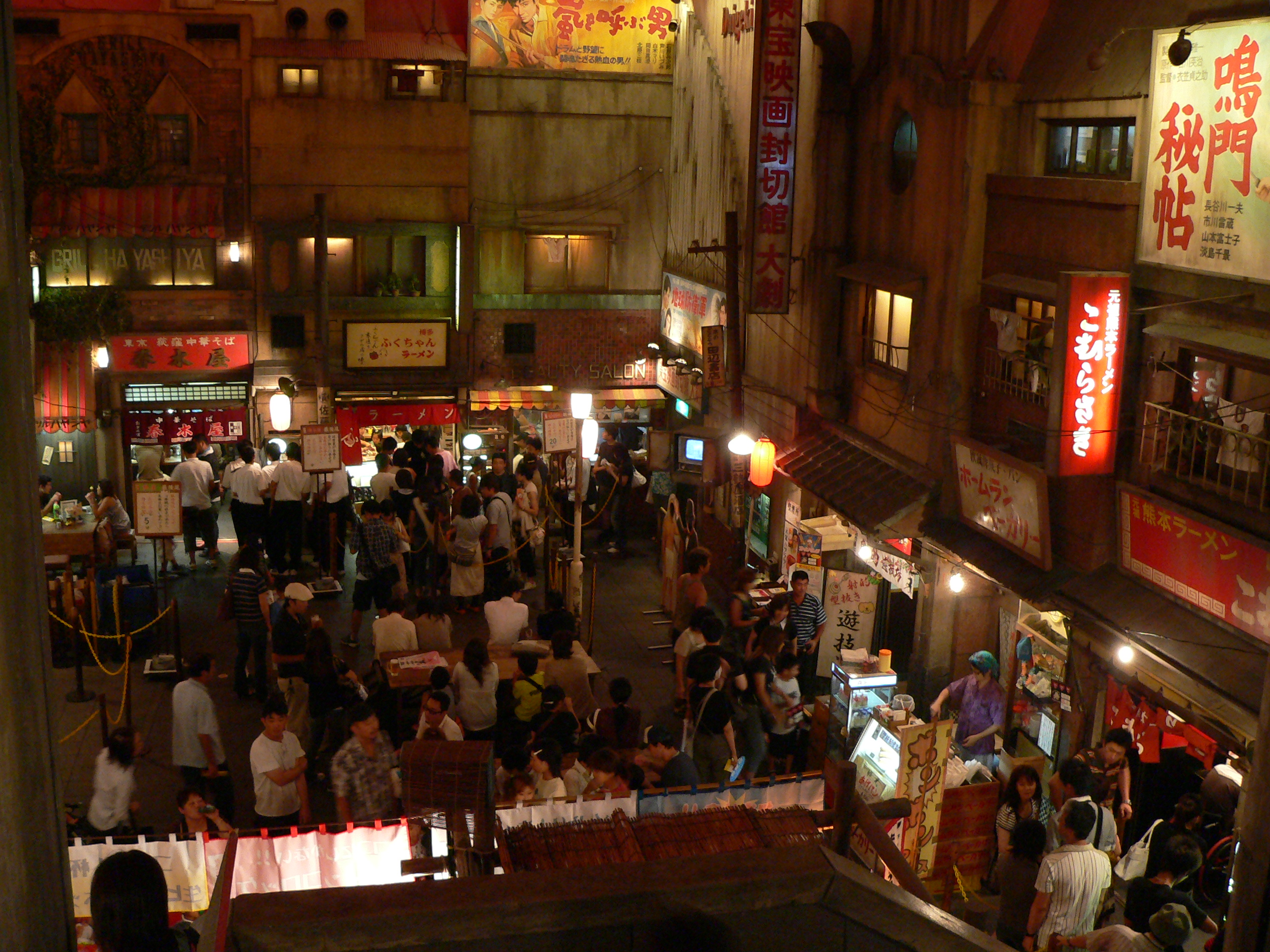
新横浜拉面博物馆中再现的1958年的东京

- 在欧美一些亚洲人集中的地区，正宗的日本拉面店近年来像雨后春笋一样大量开张，大有超过传统的寿司店的趋势。很多日本餐馆也兼售拉面。
- 1994年在日本新横浜落成的“新横浜拉面博物馆”，以重现1958年（发明方便拉面的那一年）的东京而闻名。
- 香港亦有不少拉麵店及日式食店有售拉麵，但大部分店舖所售的拉麵都是由來自香港的南天製麵麵廠出產。該麵廠2005年由日本人創辦及主理，每日生產超過一萬份拉麵[8]。

## 流行文化
- 1999年：日本漫画《拉面王》（ラーメン発見伝），是讲述一个上班族藤本浩平如何开创有自己风味的拉面的故事。
- 2009年：好萊塢拍攝的電影《拉麵女孩》（Ramen Girl），就是描述一位美國女孩料理拉麵的酸甜喜樂故事。
- 2018年：漫畫《愛吃拉麵的小泉同學》（ラーメン大好き小泉さん），描述把吃拉麵當人生樂趣的小泉同學的故事，先後改編動畫與真人電視劇。

## 註解
1. ↑  但泡麵發明者的認定存在爭議，詳見方便面頁面